# رولاند فابياني
رولاند فابياني (بالإنجليزية: Roland Fabiani)‏ هو لاعب كرة قدم ومدرب كرة قدم وضابط شرطة بريطاني في مركز الدفاع، ولد في 24 نوفمبر 1971 في غرينوك في المملكة المتحدة. لعب مع نادي سانت ميرين.